# Тихоновка (Павлодарская область)
Тихоновка (каз. Тихонов) — упразднённое село в Иртышском районе Павлодарской области Казахстана. Ликвидировано в 2001 году. Входило в состав Косагашского сельского округа.

## Население
В 1989 году население села составляло 269 человек. По данным переписи 1999 года постоянное население в селе отсутствовало.